# 大家志津香
大家 志津香（おおや しづか、1991年〈平成3年〉12月28日 - ）は、日本のタレント。女性アイドルグループAKB48の元メンバーである。
福岡県宗像郡津屋崎町（現在の福津市）出身。福岡県立水産高等学校出身。ワタナベエンターテインメント所属。夫は俳優の岩田玲。

## 来歴
2007年
5月27日、『AKB48 第一回研究生（4期生）オーディション』に合格。オーディションに応募した動機は「大好きなAKBに入って人を感動させたい」というものだが、AKB48コンサートを観に行った際に知り合った別の女性ファンに「一緒にオーディション受けようよ」と誘われたのがきっかけである。
2009年
8月23日夜に開催された全国ツアー『読売新聞創刊135周年記念コンサート AKB104選抜メンバー組閣祭り』の日本武道館公演において、同年10月よりチームAメンバーに昇格することが発表され、2010年7月27日にチームAメンバーへ正式に昇格した。卒業・移籍・辞退者を除く4期生および2008年にAKB48劇場公演デビューを果たした研究生として最後の昇格者であり、4期生ではひまわり組公演に出演していなかった唯一の昇格者となった。
2010年
5月4日、AKSからビスケットエンターティメントに移籍。同年9月5日に開催された幕張メッセでの握手会で、1時間半の時間枠にもかかわらずファンの列が途切れた際に涙したことをきっかけに、都内各所で街頭に立ち、「ファン増員作戦」を行い、『週刊AKB』でその様子が特集された結果、2011年1月8日に開催された東京ビッグサイトでの握手会では9時間枠で列が途切れないほどのファンを集めた。
2011年
5月から6月にかけて実施された『AKB48 22ndシングル 選抜総選挙』では29位で、アンダーガールズ入りを果たす。
9月20日に開催された『AKB48 24thシングル選抜じゃんけん大会』では6位で、初のシングル表題曲選抜入りを果たす。
2012年
5月、柏木由紀・倉持明日香・高城亜樹・佐藤夏希とともにワタナベエンターテインメントへ移籍。
5月から6月にかけて実施された『AKB48 27thシングル 選抜総選挙』では59位で、フューチャーガールズ入りを果たした。
8月24日、チームAからチームBに異動することが発表された。
2013年
9月18日に開催された『AKB48 34thシングル選抜じゃんけん大会』では9位で、2度目のシングル表題曲選抜入りを果たした。
2014年
1月17日、Twitterを開始。
2015年
3月26日、さいたまスーパーアリーナで行われた『AKB48 春の単独コンサート〜ジキソー未だ修行中!〜』においてチームAへ異動することが発表された。
2016年
6月1日発売、44thシングル『翼はいらない』において、じゃんけん選抜以外でのシングル表題曲に初選抜。
12月31日、第67回NHK紅白歌合戦に出演。番組企画として実施された「夢の紅白選抜」で12位に選出。
2017年
9月23日、北原、大家、宮崎のユニット「kissの天ぷら」でじゃんけん選抜ベスト4入りして12月23日発売のCDのカップリング曲に選ばれた。
12月8日、『AKB48 結成12周年記念公演』で行われた組閣人事において、チームBへ異動することが発表された。
2018年
自身が出演するテレビ東京『緊急SOS!池の水ぜんぶ抜く大作戦』のテーマソングとして、『池の水を抜きたい』（池の水選抜）が作られ、AKB48加入12年目にして初めてセンターになった。
2020年
4月1日、アイドル13年目にして初のグラビアDVD『ぼくの、MERMAID。独占中!』を発売。
9月、AKB48メンバーの中西智代梨と「めんたい娘。」を結成し『M-1グランプリ2020』へ出場、2回戦まで進出。
2021年
4月1日、YouTubeチャンネル「大家志津香の41ch」を開設し、ダイエットの様子を毎日公開すると発表した。
11月20日、自身のYouTubeチャンネルで生配信を行い、ダイエットが目標通りに達成したことを発表すると同時に30歳の誕生日である12月28日をもってグループを卒業することを発表した。
12月28日、AKB48劇場で卒業公演を開催し、翌29日をもってAKB48としての活動を終了した。

## 人物

### 性格
- 負けず嫌いだがネガティブ[26][27]。

### 好きな人物
- 中学生時代、プリクラ帳で写真集作ったほど、ワッキー（ペナルティ）のファン[28]。

### プライベート
- テレビは基本的に視聴しない[29]。
- フトアゴヒゲトカゲを飼っている[30]。名前は「又吉はるいち」、ニックネームは「ニローニ」[31]。

### 家族
- 実家はいけす料理店を営んでいる[32]。
- 兄は潜水士[33]、弟[34]は水産高校の教師をしている[33]。
- 父親は、福岡で行われた腕相撲の大会で1位になったことがあり[9]、大家自身も腕相撲を特技としている[35]。
- 夫である俳優の岩田玲とは、2024年4月に結婚[6][36][37]。共通の知人の紹介で知り合ったことがきっかけ[6]。

### 趣味・特技
- 実家が料理屋をしている影響で、自らも5歳でキッチンデビューするなど料理経験は豊富。『ガチガセ』で行われた一流シェフとの料理企画では独特な調理方法ながら見事なオムライスを作り、AKBメンバーを始め多くの解答者をだますことができた[38][39]。
- 6年間エレクトーンを習っていた[40]。
- パソコンが得意[41]。
- 一点倒立ができ[42]、『AKBINGO!』では歌いながらの一点倒立を披露した[43][出典無効]。
- バランス感覚も良く、『AKBと××!』の「AKBとSKEとNMB! バイト対決 1日でいくら稼げるか」企画で蕎麦屋の出前に挑戦した際、岡持ちを使わないで自転車を難なく乗りこなしている[44]。また、エビ反りが得意で、両足で「いないいないばあ」などができる[45][出典無効]。

### 免許・資格
- AKB48加入後にダイビングのアドバンスドオープンウオーターダイバー (AOW) を取得している[46][47]。
- 『AKB48ネ申テレビSeason5』の企画で、2級小型船舶操縦士免許を取得した[41][48]。
- 1級小型船舶操縦士免許[47]、潜水士[47][49]。

### エピソード
- 自他共に認める色気ゼロ。『DUMP SHOW!』出演が決まった際、ポールダンスに挑むと言っただけで他のメンバーから大爆笑されたという[50]。AKB48劇場9周年記念公演で「誘惑のガーター」（SDN48）を披露した際には、本人曰く「出た瞬間どよめきと笑いが起きてもしかしたら最後ガーター投げても誰もとってくれないんじゃないかと心配だった」という[51]。
- 2008年のデビュー当時から7年ほど、氷が無性に食べたくなり、毎日氷を食べる生活が続いた。24歳ごろ、仕事中に急に立ち上がれなくなったり、自宅の風呂場の脱衣所で倒れたりすることがあったため、医師の診断をうけたところ、「貧血が異常に進行している」と告げられ、また、氷を食べ続ける行為は貧血により発症する「氷食症」と説明された。医者から処方された鉄剤を飲んだところ、「本当にびっくりするくらい、氷を食べたいという欲が減った」という[52]。

### ブログ
- 福岡県出身のため、ブログでも方言（宗像弁）を使用することがある[注 2]。
- オフィシャルブログの記事のタイトルは、2012年10月29日まで「〜の話しましょ」としていた。

### AKB48
- ダンス・歌・MC・一発芸などを猛勉強し、自他ともに認める「アイドル性を一から作り上げてきた」努力家[42]。
- キャッチフレーズは「元気があればなんでもできる。いくぞ! いち、に、さん、しいちゃん! できませんは言いません。福岡県から来ました、大家志津香です」。
- 前述したとおり、4期生および2008年にAKB48劇場公演デビューの研究生として最後の昇格者[注 3]であるが、劇場公演デビューから正規メンバー昇格までの日数872日はグループの中で当時最も遅く[注 4]、研究生としての在籍期間1,158日は、2013年1月2日に姉妹グループ（SKE48）の松村香織がこの記録を抜くまで、48グループ最長期間だった。
- 高校1年生の時にAKB48のオーディションに合格し、上京[9]。
- ふかわりょうが好きなことから、AKB48のオーディションではNO PLANの曲を歌った。本人が言うには「ふかわがおらんやったら多分AKB入っとらん」[28]。
- それぞれ地方出身者である北原里英（愛知県出身）[注 5]、指原莉乃（大分県出身）[注 6]、冨田麻友（香川県出身）[注 7]、中西優香（愛知県出身）[注 8]とは、1か月半共同生活していた時期があり、お互いを「地方組」と呼んでいる。特に北原とは約2年間ルームメイトで、その後は隣同士で住んでいた。後に7期の小森美果、9期の横山由依が地方組に加わり、新たな地方組になって面倒見の良さを見せていた。また、横山とも親友になっている。
- 戸賀崎智信は「いい奴」「メンバーからも人気がすごくある」といい、研究生時代に、自ら努力して欠員になりそうなメンバーの振りを覚え、全3チーム公演のアンダーを務めたなど「すごく信頼は高いメンバー」とコメントしている。また、指原は「AKBみんな大家の事を必要としてると思う。多分大家を嫌いな人いない」、高橋みなみは、研究生時代年長だったためまとめ役となっていたことに対し「すごく感謝してます」、後輩の小森は「ダンスとかMCとかしゃべり方とか全部教えてくれました」と評価している。
- デビュー前からAKB48のファンであり、推しメンは小林香菜だった。尊敬するメンバーは高橋みなみと大島優子[54]。
- 親友で同年齢の北原は、AKB48に入った時期としては後輩だが、大家自身が「嫌だ」と言ったため、当初から「全然敬語じゃなかった」り、同じく北原と同期で年齢的には下の宮崎美穂を冗談交じりではあるが「天下の宮崎さん」と呼んだり、また先述の通り、後輩で年下の指原や小森らからも「しいちゃん」と呼ばれるなど、後輩に自分に対する話し方において気を遣うよう厳しい態度を取るようなことはない。一方、自身は先輩メンバーに対しては年下でも「さん」付けで呼ぶ[55]が、同期に対しては年上でも敬称を使わない。そのため、4期生にもかかわらず、ファンから7期生と勘違いされた際の出来事について、「（同期だが年上の）佐藤亜美菜や倉持を呼捨てにするのは感心しないというコメントがブログにある。ひどいよね、同期なのに」と不満を述べたことがある[28]。なお倉持のことは「きもかわいい」と思っており、「もし自分が男性だったら付き合いたいメンバーは?」という問いにも倉持の名前を挙げている。ただし結婚相手に選ぶなら倉持ではなく高橋とのこと[29]。
- 『週刊AKB』の抜打ちテスト企画で45点/300点で参加者15人中ワースト3[56]、『なるほど!HS』内の企画「ガチバカ総選挙」では参加者10人中最下位の7点/100点を記録した[57]。但し、飲食関係やIT関係の問題は滅法強く、くりぃむクイズ ミラクル9では宮崎美子よりも先に答える事も多い。
- 梅田悠とはいつの間にか仲良くなり、鈴木まりやとともに飲食店で長時間話込んだ[58]。

## AKB48での参加楽曲

### シングル選抜楽曲
- 「大声ダイヤモンド」に収録
  - 大声ダイヤモンド（研究生 ver.）- 「チーム研究生」名義
- 「RIVER」に収録
  - ひこうき雲 - 「シアターガールズ」名義
- 「ポニーテールとシュシュ」に収録
  - 僕のYELL - 「シアターガールズ」名義
- 「Beginner」に収録
  - 泣ける場所 - 「DIVA」名義
- 「チャンスの順番」に収録
  - 胡桃とダイアローグ - 「チームA」名義
- 「桜の木になろう」に収録
  - エリアK - 「DIVA」名義
- 「Everyday、カチューシャ」に収録
  - 人の力 - 「アンダーガールズ」名義
- 「フライングゲット」に収録
  - 抱きしめちゃいけない - 「アンダーガールズ」名義
- 「風は吹いている」に収録
  - Vamos - 「アンダーガールズ ばら組」名義
- 上からマリコ
  - 隣人は傷つかない - 「チームA」名義
- 「GIVE ME FIVE!」に収録
  - ユングやフロイトの場合 - 「スペシャルガールズC」名義
- 「真夏のSounds good !」に収録
  - 3つの涙 - 「スペシャルガールズ」名義
- 「ギンガムチェック」に収録
  - Show fight! - 「フューチャーガールズ」名義
- 「UZA」に収録
  - 正義の味方じゃないヒーロー - 「Team B」名義
- 「永遠プレッシャー」に収録
  - 永遠より続くように - 「OKL48」名義
  - 私たちのReason
- 「So long !」に収録
  - そこで犬のうんち踏んじゃうかね? - 「梅田TeamB」名義
- 「さよならクロール」に収録
  - ロマンス拳銃 - 「Team B」名義
- 「ハート・エレキ」に収録
  - Tiny T-shirt - 「Team B」名義
- 鈴懸の木の道で「君の微笑みを夢に見る」と言ってしまったら僕たちの関係はどう変わってしまうのか、僕なりに何日か考えた上でのやや気恥ずかしい結論のようなもの
- 「前しか向かねえ」に収録
  - KONJO - 「Talking Chimpanzees」名義
- 「ラブラドール・レトリバー」に収録
  - Bガーデン - 「Team B」名義
- 「希望的リフレイン」に収録
  - 歌いたい - 「かとれあ組」名義
  - ロンリネスクラブ - 「Team B」名義
  - Reborn - 「チームサプライズ」名義
- 「唇にBe My Baby」に収録
  - やさしい place - 「Team A」名義
- 「君はメロディー」に収録
  - M.T.に捧ぐ - 「横山Team A」名義
- 翼はいらない
  - Set me free - 「Team A」名義
- シュートサイン
- 願いごとの持ち腐れ
- 「Teacher Teacher」に収録
  - 新しいチャイム - 「Team B」名義
- 「センチメンタルトレイン」に収録
  - 波が伝えるもの - 第10回世界選抜総選挙記念枠名義
- 「NO WAY MAN」に収録
  - 池の水を抜きたい - 「池の水選抜」名義
- 「根も葉もRumor」に収録
  - ブラックジャガー  - 「First Generation」名義
  - 離れていても

### アルバム選抜楽曲
- 『神曲たち』に収録
  - 君と虹と太陽と
- 『SET LIST〜グレイテストソングス〜完全盤』に収録
  - あなたがいてくれたから
- 『ここにいたこと』に収録
  - Overtake - 「チームA」名義
  - ここにいたこと - 「AKB48+SKE48+SDN48+NMB48」名義
- 『1830m』に収録
  - Hate - 「チームA」名義
  - 青空よ 寂しくないか? - 「AKB48+SKE48+NMB48+HKT48」名義
- 『次の足跡』に収録
  - 悲しき近距離恋愛 - 「Team B」名義
- 『ここがロドスだ、ここで跳べ!』に収録
  - To goで - 「倉持Team B」名義
- 『0と1の間』に収録
  - Clap - 「Team A」名義

### その他の参加楽曲
- 「天使はどこにいる?」（「fairy w!nk」名義）に収録
  - 僕たちの地球 - 「kissの天ぷら」名義

### 未音源化曲
- ありふれた愛（GREE『AKB48 ステージファイター』CMソング）

### 劇場公演ユニット曲
チームB 3rd Stage「パジャマドライブ」
- 純情主義（バックダンサー）
- 鏡の中のジャンヌ・ダルク

※米沢瑠美のアンダー
チームA 4th Stage「ただいま恋愛中」リバイバル公演
- 帰郷

※中西里菜のアンダー
チームK 4th Stage「最終ベルが鳴る」
- ごめんねジュエル（バックダンサー）

※佐藤夏希の全員曲アンダー
研究生「ただいま恋愛中」公演
- 帰郷

チームA 5th Stage「恋愛禁止条例」
- スコールの間に（バックダンサー）
- 真夏のクリスマスローズ（バックダンサー）

チームB 4th Stage「アイドルの夜明け」
- 片思いの対角線（バックダンサー）
- 天国野郎（バックダンサー）

※浦野一美の全員曲アンダー
研究生「アイドルの夜明け」公演
- 天国野郎

チームK 5th Stage「逆上がり」
- 愛の色

※増田有華のアンダー
THEATRE G-ROSSO「夢を死なせるわけにいかない」公演
- Confession

※秋元才加・中田ちさとのスタンバイ
研究生「恋愛禁止条例」公演
- ハート型ウイルス

※島田晴香のアンダー
チームK 6th Stage「RESET」
※秋元才加の全員曲アンダー
チームA 6th Stage「目撃者」
- サボテンとゴールドラッシュ
- 炎上路線

※高城亜樹・指原莉乃のアンダー
梅田チームB ウェイティング公演
- 思い出以上（チームS 3rd Stage「制服の芽」）

※峯岸みなみのアンダー
- ごめんね ジュエル（チームK 4th Stage「最終ベルが鳴る」、宮澤佐江・倉持明日香のポジション）[注 9]
- 抱きしめられたら（チームK 5th Stage「逆上がり」、河西智美のポジション）

※小嶋陽菜のアンダー
チームB 6th Stage「パジャマドライブ」公演
- 鏡の中のジャンヌ・ダルク

春風亭小朝「イブはアダムの肋骨」公演
- 大声ダイヤモンド（アカペラ・ボイスパーカッションver. パーカッション担当）

チームA 7th Stage「M.T.に捧ぐ」
- 負け男

リバイバル公演「僕の太陽」（2016年開始）
- 向日葵（梅田綾乃のスタンバイ）

小嶋陽菜「好感度爆上げ」公演
- スカート、ひらり
- 涙の湘南

高橋朱里→岩立チームB「シアターの女神」公演
- 嵐の夜には
- ロッカールームボーイ

※中西智代梨のアンダー
リバイバル公演「僕の太陽」（2021年開始）
- ヒグラシノコイ

※下口ひななのアンダー
- 向日葵

## 作品
AKB48としての作品は除く。

### 楽曲
未音源化
- ことばはまほう（作詞：大家志津香、作曲：長谷川海） - TOKYO FM「大家志津香のしーちゃんねる」テーマソング[59]

### 映像作品
- ぼくの、MERMAID。独占中!（2020年4月1日）[18][19]
- しーちゃん、どうしちゃったの?（2022年11月25日）[60]

## 出演

### テレビ

#### バラエティ
- 週刊AKB（2009年7月24日 - 2012年11月30日、テレビ東京）
  - 2010年11月5日は「緊急特別放送 大家志津香の苦悩」、同19日は「大家志津香 握手会ファン増員大作戦」、2011年1月14日は「大家志津香 握手会ファン増員作戦〜完結編〜」として特集。
- なるほど!ハイスクール（2010年5月30日・10月9日・2011年4月21日 - 2012年3月8日、日本テレビ）
- くりぃむクイズ ミラクル9（テレビ朝日） - レギュラー解答者
- サタデーナイトチャイルドマシーン（2013年4月13日 - 6月29日、日本テレビ）
- 緊急SOS!池の水ぜんぶ抜く大作戦（2018年6月24日 - 、テレビ東京）- レギュラー[61][62]

#### ドラマ
- マジすか学園 第4話・最終話（2010年1月29日・3月26日、テレビ東京） - ミキ 役
- マジすか学園2 最終話（2011年7月1日、テレビ東京） - シズカ 役
- So long ! 第3夜（2013年2月13日、日本テレビ）
- 豆腐プロレス 最終話（2017年7月2日、テレビ朝日） - 謎の練習生 役
- 特捜9 season3 第1話（2020年4月8日、テレビ朝日） - 有田志津香 役[63]
- 祈りのカルテ 研修医の謎解き診察記録 第8話（2022年11月26日、日本テレビ） - 松永千秋 役[64][65]

#### その他のテレビ番組
- ひるおび!（2012年4月5日 - 2020年9月、TBS） - 「ひるおび! 天気」担当（不定期）
- めんたいワイド（2012年12月10日 - 2013年3月25日、福岡放送） - 「キタ級遺産」レポーター[注 10]
- 東京湾大調査!お魚ぜんぶ釣ってみた2（2018年1月28日、テレビ東京） - MC
- 東京湾大調査3（2018年8月14日、テレビ東京） - MC
- 探検!世界の水族館の舞台裏「アメリカ・フロリダ水族館」（2020年1月15日、NHK BSプレミアム） - リポーター[66]
- ザ・シネマ流 レコメン道場[67][68]（2021年4月2日[69] - 2022年6月4日[70]、ザ・シネマ） - MC
- THE無人島～上陸したら…超絶景&超発見の連発SP～（2022年9月1日、テレビ東京） - 無人島探索隊[71]
- ランスマ倶楽部（2023年3月19日 - 2024年3月29日、NHK BS1・NHK BS）[72][73]
- 趣味の園芸 やさいの時間（2023年4月2日 - 、NHK Eテレ） - 「しづか&太陽のベジ・ガーデン」[74]

### ラジオ
- ON8+1（2018年4月11日・5月9日 - 9月12日、bayfm） - メインパーソナリティ[注 11]
- AKB48の全力で聴かなきゃダメじゃん!!（2010年7月7日 - 2011年5月11日、スターデジオ）
- ハイタッチ!（2012年11月21日・30日・12月 - 、RKB毎日放送） - パーソナリティ（不定期出演）[注 12]
- 大家志津香のエン活![注 13]（2014年10月3日 - 2019年3月25日、TOKYO FM） - 初の単独パーソナリティ番組[75]
- 大家志津香のウィズモ！-WIZ MOMENT-（2019年4月5日 - 2020年3月27日、TOKYO FM）[76]
- 大家志津香のしーちゃんねる！（2020年4月3日 - 9月25日、TOKYO FM）[77]
- 華結び（2021年8月28日 - 9月11日、RKBラジオ） - アシスタント[78]
- everyliveのあなたの挑戦、聞かせてください！（2024年11月3日 - 、渋谷クロスFM） - MC[79]

### 舞台
- DUMP SHOW!（2011年7月16日 - 31日、サンシャイン劇場 / 8月10日 - 14日、サンケイホールブリーゼ） - 茜 役[80]
- 朗読劇「東京」（2016年2月20日、東京芸術劇場 シアターイースト）[81]
- リーディングシアター「恋工場」（2016年9月20日、ベルサール渋谷ガーデン Cホール）[82]

### イベント
- 大家志津香の趣味の話しましょ（2012年3月8日、AKB48 CAFE&SHOP AKIHABARA シアターエリア）
- 豆腐プロレス The REAL 2017 WIP CLIMAX in 後楽園ホール（2017年8月29日、後楽園ホール） - ミラクルしづか 役[83]
- 豆腐プロレス The REAL 2018 WIP QUEENDOM in 愛知県体育館（2018年2月23日、愛知県体育館） - ミラクルしづか 役

## 書籍

### カレンダー
- 大家志津香 2012年カレンダー（2011年11月19日、ハゴロモ）
- 卓上 大家志津香 2013年カレンダー（2012年12月7日、ハゴロモ）
- 卓上 大家志津香 2014年カレンダー（2013年12月6日、ハゴロモ）
- クリアファイル付 卓上 大家志津香 2015年カレンダー（2014年12月13日、ハゴロモ）